# Editoria accademica
L'editoria accademica riguarda il settore delle case editrici strettamente legate al mercato universitario e quindi alla pubblicazione di testi di interesse accademico. Si distinguono due tipologie di case editrici accademiche: le imprese commerciali che hanno come scopo primario il profitto, attraverso la pubblicazione dei lavori scientifici, e le case editrici universitarie propriamente dette (university press), enti non profit, che nascono all'interno di un ateneo, con il solo obiettivo di promuovere e diffondere la conoscenza e quindi i risultati delle ricerche scientifiche dell'istituzione di cui fanno parte e da cui ricevono i finanziamenti.
La maggior parte dei lavori vengono pubblicati su riviste scientifiche, libri o sotto forma di tesi, e sono soggetti al meccanismo della revisione paritaria (o peer-review), al fine di garantirne un risultato o livello scientifico adeguato. La qualità e la selettività della revisione variano molto a seconda della rivista, dell'editore e del campo di riferimento dando vita al cosiddetto impact factor come indice di valutazione. La produzione accademica diffusa attraverso canali non ufficiali è chiamata letteratura grigia.

## Storia
L'editoria accademica moderna nasce nel XVII secolo, con il Journal des savants, fondato da Denis de Sallo il 5 gennaio 1665, seguito due mesi dopo dal Philosophical transactions of the Royal Society, pubblicato da Henry Oldenburg il 6 marzo 1665. Il proposito era quello di domare e tenere sotto controllo la "paternità scientifica", le controversie di priorità e le polemiche intellettuali. In quegli anni infatti la mancanza di un registro pubblico aveva condotto i ricercatori a ricorrere a strane tattiche per assicurare i loro diritti di proprietà intellettuale, per esempio annunciando le proprie scoperte attraverso anagrammi indecifrabili che assicurassero la loro priorità, quello che oggi chiameremo copyright.
Per molto tempo, l'attività editoriale scientifica rimase per lo più sotto la gestione delle società di studiosi e ricercatori. Fino al periodo della Seconda guerra mondiale, infatti, gli editori commerciali rimasero un gruppo frammentato e marginale nell'ambito delle attività che ruotano intorno alle riviste scientifiche. In seguito all'esplosione delle università, avvenuta dopo la guerra, il numero delle biblioteche crebbe in misura esponenziale.
In quel periodo, soprattutto negli Stati Uniti, in Europa ed in Giappone, vi fu una grande espansione dell'attività di ricerca nelle università. Di pari passo aumentò notevolmente la richiesta di pubblicare e diffondere le pubblicazioni allargando sempre di più i circuiti della diffusione. Le principali riviste scientifiche godettero improvvisamente di un mercato piuttosto grande e sicuro. Stava pian piano venendo a crearsi, in modo inatteso, un nuovo fenomeno potenzialmente lucrativo a favore degli editori commerciali.

## La crisi della comunicazione scientifica

### Origini e cause della crisi
La crisi cominciò a venire in superficie nei primi anni 70, quando gli interessi dell'industria editoriale presero di mira le riviste scientifiche. I prezzi dei periodici iniziarono a salire rapidamente sino a raggiungere costi insostenibili per le biblioteche, che rappresentano il principale target di riferimento per l'editoria accademica.
Alla fine degli anni 80, il nuovo sistema editoriale era stabilmente radicato; le sue conseguenze finanziarie erano divenute così dannose da provocare alcune serie manifestazioni di malcontento da parte dei bibliotecari, che videro da quegli anni sino ai giorni nostri una forte diminuzione del loro potere d'acquisto. Quello che succedeva, e che succede tuttora, è che l'università prima paga i ricercatori del proprio ateneo, costretti a pubblicare per garantire l'avanzamento della propria carriera accademica (publish or perish), poi affronta costi sempre più elevati per pubblicare presso editori commerciali i risultati di quelle ricerche, e infine paga nuovamente gli editori che rivendono le pubblicazioni alle biblioteche e ai dipartimenti delle stesse università che le hanno prodotte.
La diminuzione, relativa ma anche assoluta, del potere di acquisto da parte del principale acquirente, pone quindi il settore dell'editoria accademica in un momento di particolare complessità, caratterizzato da un rapido mutamento delle politiche editoriali, quello della pubblicazione esclusiva di opere prestigiose, che garantiscano cioè un mercato sicuro, onde evitare di lavorare in perdita.

### Strategie
Negli anni Novanta, la consapevolezza delle opportunità offerte dall'avvento delle nuove tecnologie informatiche, nella creazione e nella diffusione del sapere e nella modalità stessa di fare ricerca, ha avviato tante iniziative e progetti innovativi, nel mondo della ricerca e delle biblioteche, con l'ambizione di migliorare, se non sostituire, l'attuale sistema di diffusione dell'informazione scientifica.
Il nuovo spirito combattivo dei bibliotecari è evidente nell'iniziativa della Scholarly Publishing and Academic Resources Coalition, (SPARC), 
un'alleanza internazionale di biblioteche accademiche e di ricerca sostenute dall'Association of Research Libraries (ARL), con la finalità di creare un partenariato con editori e sviluppare in tal modo alternative economiche agli esistenti periodici in formato cartaceo.
Sfruttando le potenzialità offerte dalla rete, nasce all'interno del mondo accademico il movimento Open access, con lo scopo di riguadagnare possesso della comunicazione scientifica, promuovendo il libero accesso ai risultati della ricerca senza barriere ed eccessivi vincoli. Nel 2018, il consorzio denominato "cOAlition S", costituito da enti finanziatori della ricerca afferenti a vari paesi europei, promuove il Plan S, finalizzato all’estensione dell’open access a tutti i risultati di ricerca finanziati pubblicamente.

## Processo di pubblicazione
La procedura di una pubblicazione accademica, che inizia quando un autore sottopone il proprio "manoscritto" ad un editore, è caratterizzato da due fasi distinte: l'arbitrato (revisione paritaria o peer review) e la produzione. Il processo di revisione paritaria nelle riviste scientifiche è organizzato in genere dal redattore, che nomina degli esperti di “pari grado” per la valutazione critica dell'articolo. La revisione paritaria viene fatta solitamente on-line, attraverso l'uso di pacchetti software commerciali, open source e software libero. Il lavoro può subire uno o più cicli di revisione, al termine dei quali l'autore dell'articolo è tenuto a modificare la propria presentazione in linea con le osservazioni dei revisori, fino a quando il contenuto, corredato da eventuali immagini o figure associate, viene accettato per la pubblicazione.
Il processo di produzione viene gestito dall'editore attraverso la cura editoriale accademica, che mira a garantire la coerenza, la leggibilità e la conformità dell'articolo allo stile della rivista, l'impaginazione, la stampa e infine la pubblicazione. Si tratta di un lavoro complesso che implica una certa negoziazione con l'autore, onde evitare di contaminare il suo stile e i suoi obiettivi.